# Климовщина (Новгородская область)
Климовщина — деревня в Пестовском муниципальном районе Новгородской области. Входит в состав Богословского сельского поселения. По всероссийской переписи населения 2010 года население деревни — 31 человек (16 мужчин и 15 женщин).
Площадь территории деревни — 19,1 га.
Климовщина находится на левом берегу реки Белая, близ места впадения её в Кирву, на автодороге Хвойная — Кабожа — Пестово, на высоте 129 м над уровнем моря, в 7 км к востоку от деревни Богослово и в 10 км к северо-востоку от посёлка при станции Абросово. В деревне Климовщина есть почтовое отделение, почтовый индекс — 174542. С запада от деревни (на территории прежней усадьбы Климовщина) существовал детский оздоровительный лагерь «Энергетик». Есть объект культурного наследия — «Усадьба Ушакова» (усадебный дом и парк 5,3 га).
В деревне расположены пять братских могил неизвестных советских воинов

## История
Судя по длинным погребальным курганам, оставленным кривичами, селиться на здешней территории люди начали ещё в V–VI веках. А первое письменное упоминание Климовщины относится к первой половине XVI века.
В списке населённых мест Устюженского уезда Новгородской губернии за 1909 год усадьба и погост Климовщина указаны как относящаяся к Кирво-Климовской волости (2-го стана, 2-го земельного участка). Население усадьбы Климовщина, что была тогда на земле крестьянина Плетнева с товарищами — 36 жителей: мужчин — 13, женщин — 23, число жилых строений — 6; там была мельница, население смежного с усадьбой погоста Климовщина, что был на церковной земле — 12 человек: мужчин — 2, женщин — 10, число жилых строений — 5. Затем с 10 июня 1918 года до 31 июля 1927 года в составе Устюженского уезда Череповецкой губернии, затем центр Климовского сельсовета Пестовского района Череповецкого округа Ленинградской области. По постановлению ЦИК и СНК СССР от 23 июля 1930 года Череповецкий округ был упразднён, а район перешёл в прямое подчинение Леноблисполкому. По Указу Президиума Верховного Совета СССР от 5 июля 1944 года Пестовский район был передан из Ленинградской области во вновь образованную Новгородскую область. Решением Новгородского облисполкома № 1200 от 28 декабря 1960 года Климовский сельсовет был упразднён, а Климовщина вошла в состав Богословского сельсовета с центром деревне Богослово.
С принятием Российского закона от 6 июля 1991 года «О местном самоуправлении в РСФСР» и Указом Президента РФ № 1617 от 9 октября 1993 года «О реформе представительных органов власти и органов местного самоуправления в Российской Федерации» деятельность Богословского сельского Совета была досрочно прекращена. Позднее была образована образована Администрация Богословского сельсовета (Богословская сельская администрация). По результатам муниципальной реформы, с 2005 года деревня входит в состав муниципального образования — Богословское сельское поселение Пестовского муниципального района (местное самоуправление), по административно-территориальному устройству подчинена администрации Богословского сельского поселения Пестовского района. Богословское сельское поселение с административным центром в деревне Богослово было создано путём объединения территории трёх сельских администраций: Богословской, Абросовской, Брякуновской.

### Стараниями пестовских краеведов после долгого забвения восстановлена дворянская усыпальница

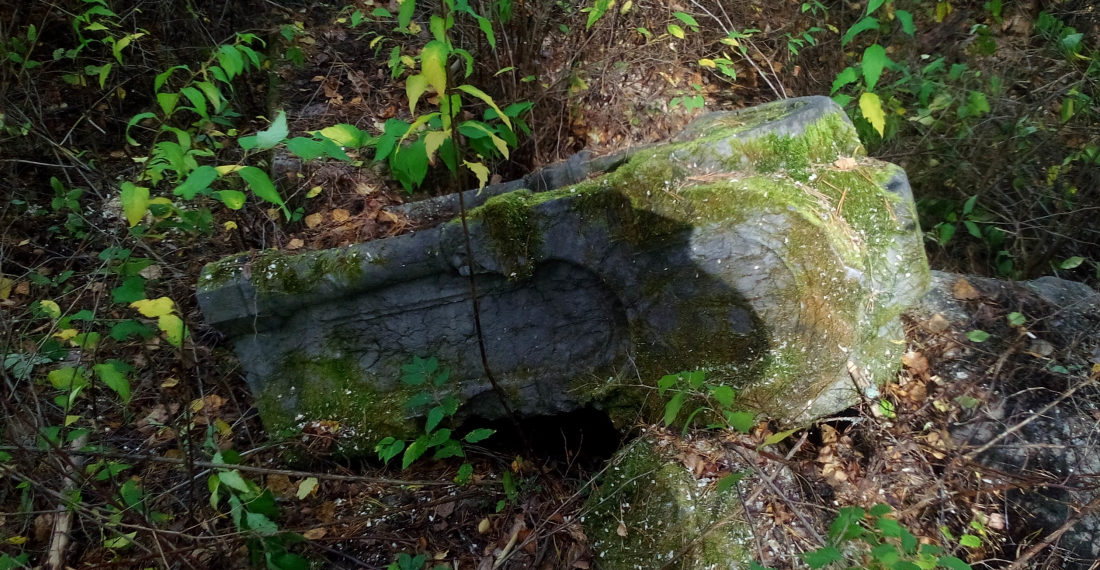
Усыпальница до восстановления

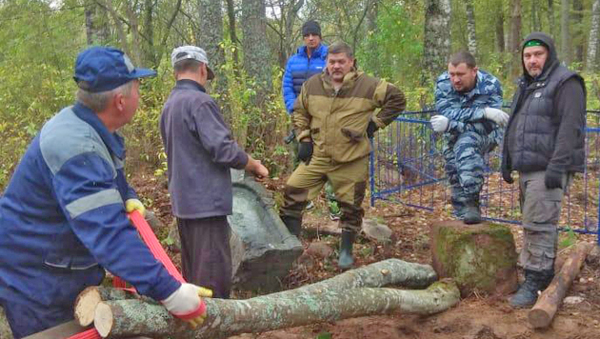

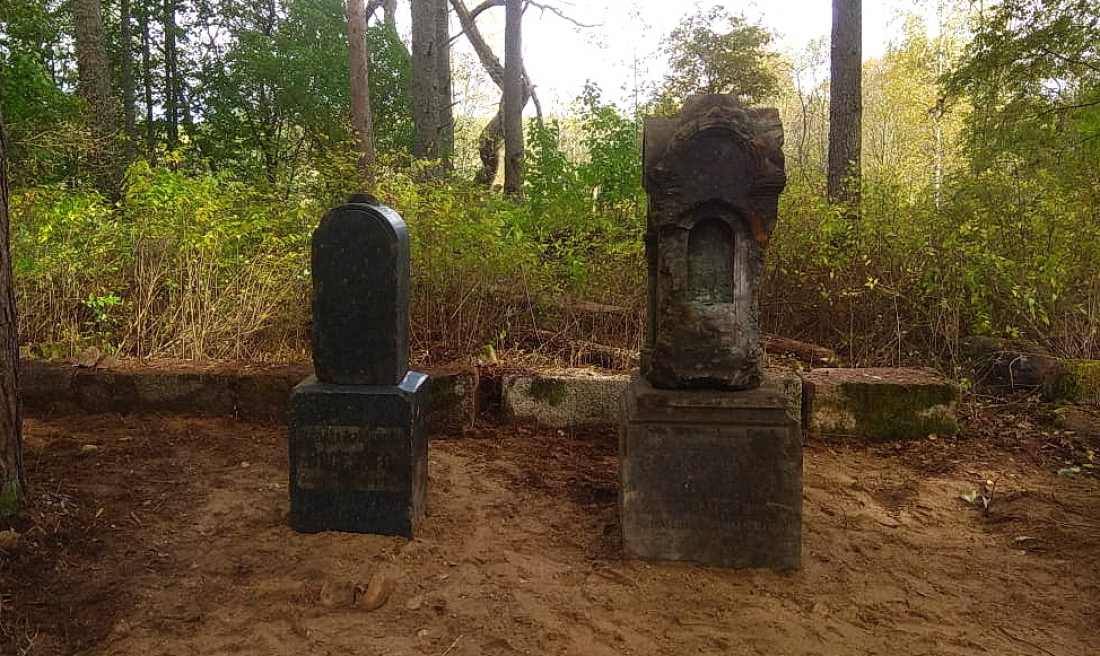
Усыпальница после восстановления

Пестовские краеведы привели в порядок фамильную усыпальницу древнего дворянского рода Веселаго, находящуюся на сельском кладбище близ деревни Климовщина. До сравнительно недавнего времени обнаружить её было затруднительно — старинная часть погоста густо заросла лесом, к уничтожению надгробных памятников приложили руку воинствующие атеисты, красные активисты и прочие вандалы. Попытка навести порядок впервые была предпринята в 2016 году — тогда волонтёры извлекли из земли разрушенные каменные надгробия, расчистили гранитное основание ограды, спилили деревья и вырезали кустарник. Дело оставалось за малым — подсыпать, выровнять площадку и установить лежащие надгробия. Но до этого дело не дошло — сказалось отсутствие сил, средств, а главное — времени.
Всё изменилось недавно — в беседе с корреспондентом «53 новостей» директор Пестовского краеведческого музея Алексей Виноградов сообщил о том, что в Климовщине появились инициативные люди, которым было больно смотреть на происходящее. Они расчистили близлежащие сопки, начали наводить порядок и приглядывать за чудом сохранившимся усадебным домом Ушаковых, расставили указатели и щиты с информацией.
Собирались было привести в надлежащий вид некогда шикарную усадебную липовую аллею, но находка местных краеведов поменяла планы — на другом конце старинного кладбища, довольно далеко от склепа, был обнаружен ещё один могильный камень, имеющий отношение к роду Веселаго. Более того, поисковики извлекли из земли большой металлический крест XIX века, к сожалению, поломанный.
По просьбе инициативной группы настоятель храма Рождества Пресвятой Богородицы в Кирве иерей Глеб Пшанский отслужил на месте погребения рода Веселаго панихиду. Впервые за сто лет там прозвучали слова молитвы об упокоении «зде лежащих» православных христиан, прах которых неоднократно был потревожен революционно настроенными крестьянами и искателями сокровищ.
В 20-х числах сентября 2019 года история получила продолжение — на погост выехал новый краеведческий десант, который трудился весь световой день. По словам директора Пестовского краеведческого музея Алексея Виноградова, на сей раз волонтёры выровняли площадку над склепом Надежды Петровны и Надежды Герасимовны Веселаго, перетащили на законное место тяжёлые гранитные надгробия, раскиданные вандалами по округе. Видимо, безбожники хотели использовать их в качестве фундаментных блоков, да сил не хватило.
Далее — на надгробия поставили навершия-голгофы, освободили от мусора могилу младенца Марии Герасимовны Веселаго, скончавшейся, как свидетельствует надпись на старинном кресте, двух лет от роду, в 1835 году, — ещё при жизни Пушкина. Конечно, это надгробия далеко не всех представителей рода Веселаго, покоившихся когда-то в фамильном склепе. По воспоминаниям старожилов, гробов в склепе было не менее пяти.
Работы осталось немного: необходимо поднять гранитные столбы ограды, весящие около полутонны, — сделать это руками и нехитрыми инструментами не получилось. Нужна, как минимум, лебёдка. Тем не менее, уже можно констатировать: разбросанные красными богоборцами в 1918 году могильные камни спустя сто лет возвращены на место, неоднократно разорённые могилы восстановлены. Стало быть, прах большинства представителей славного дворянского рода Веселаго наконец-то обрёл долгожданный покой.

### На старинном кладбище в Климовщине найдено неизвестное захоронение

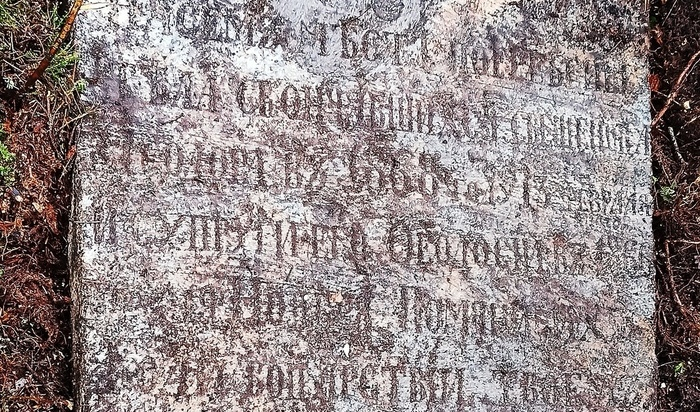
Найденное надгробие в Климовщине

Пестовские краеведы в 2020 году сделали интересное открытие. Об этом сообщила группа «ВКонтакте» местного краеведческого музея. В деревне Климовщина они посетили местное старинное кладбище. Обходя погребения и разрушенный фундамент церкви образа Богородицы «Взыскание погибших», они обнаружили покрытую мхом плиту. А когда почистили её, поняли, что это — надгробный камень. К счастью, на нём сохранилась надпись, которая гласила: «На сем месте погребены тела скончавшихся: священника Феодора в 1868 году 13 февраля и супруги его Феодосии 1866 года 19 ноября. Помяни их, Господи, во Царствии Твоем». Краеведы намерены заняться поисками сведений об этих людях. Возможно, им удастся открыть ещё одну неизвестную доселе страницу родного края.

## Усадебный дом Ушаковых в Климовщине

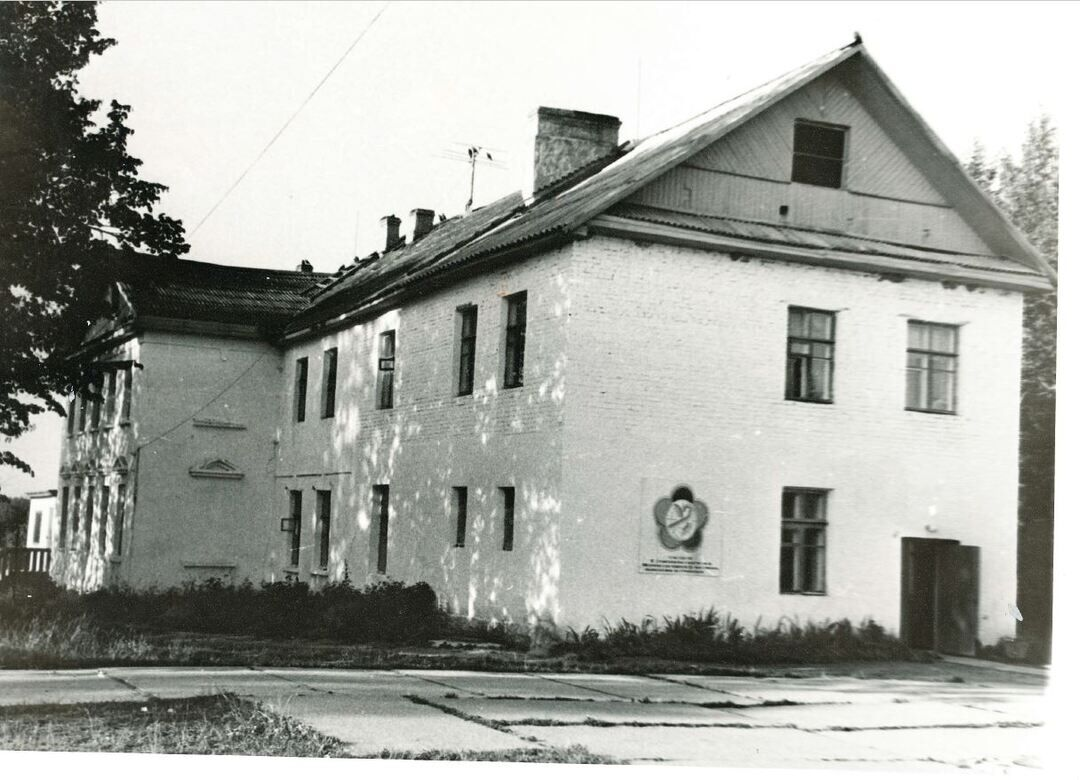
Усадьба Ушаковых в Климовщине

Самым большим количеством земель в Богословском крае владел довольно известный род – род дворян Ушаковых, усадьба которых с парком в деревне Климовщина сохранились до наших дней и сегодня является единственной дворянской усадьбой в Пестовском районе. Точная дата её постройки на сегодняшний день не установлена, есть предположение, что фундамент был заложен в конце XVIII столетия, а побывавшая здесь в июне 1980 года экспедиция Новгородской реставрационной мастерской и государственного объединённого музея-заповедника, охарактеризовала её как каменный дом, построенный в традициях позднего классицизма в первой половине XIX века.
Род Ушаковых восходит к касожскому князю Редеде (Редеге), который был убит в 1022 году князем Мстиславом Владимировичем Храбрым в поединке, а своих дочерей поженил на сыновьях Редеди. От него ведут своё происхождение и другие известные дворянские фамилии, такие как Глебовы, Сорокоумовы, Кропоткины, Лопухины, Лаптевы, Лупандины. Все его потомки носят название Редедичи.
Правнук Михаила Юрьевича Сорокоума - Глеб (Павел) Григорьевич носил прозвище Ушак, от которого и пошли Ушаковы. Следует отметить тот факт, что род Ушаковых является довольно разветвлённым. Его представители владели землей в Новгородской, Тверской, Псковской, Ярославской, Московской, Курской губерниях. В настоящее время все Ушаковы традиционно сводятся к потомкам Юрия Яковлевича Ушакова, он был в 1506 году воеводой в Мещовске и имел 9 сыновей: Михаила, Фёдора, Степана (Немира), Лаврентия, Никона, Ивана (Суморока), Савву, Павла, Андрея (Рудака). Потомки этих сыновей владели большим количеством земли бывшей Новгородской республики, в том числе и деревней Климовщина. C XVII по XIX век поместья Ушаковых располагались в волостях и погостах Устюженского уезда: Кировском, Лукинском, Бельском, Избоищском, Мегринском.
Многие Ушаковы служили боярами, опричниками, стольниками, стряпчими, они достигли высоких чинов по службе, чем и прославились. В XVII веке Василий Васильевич Ушаков был дьяком. Его сын - Иван Васильевич Ушаков был стольником царевича Петра. Он получил за Троицкий поход имение в Коломенском уезде Московской губернии. Широко известны имена начальника тайной канцелярии графа Андрея Ивановича Ушакова, генерал-губернатора Санкт - Петербурга Степана Фёдоровича Ушакова, адмирала Фёдора Фёдоровича Ушакова.
Точные родственные связи, полная родословная и происхождение Ушаковых из Климовщины пока не установлены, однако по документам Российского Государственного Архива Древних Актов представляется возможным проследить владельцев Климовщины в числе потомков шестого сына Ивана Юрьевича Ушакова, прозванного Суморок.
В синодике Синозерской пустыни 1605-1606 годов упоминается «род с Кирвы Никона Фёдоровича Ушакова», однако связь его с остальными Ушаковыми из нашего края пока не установлена.

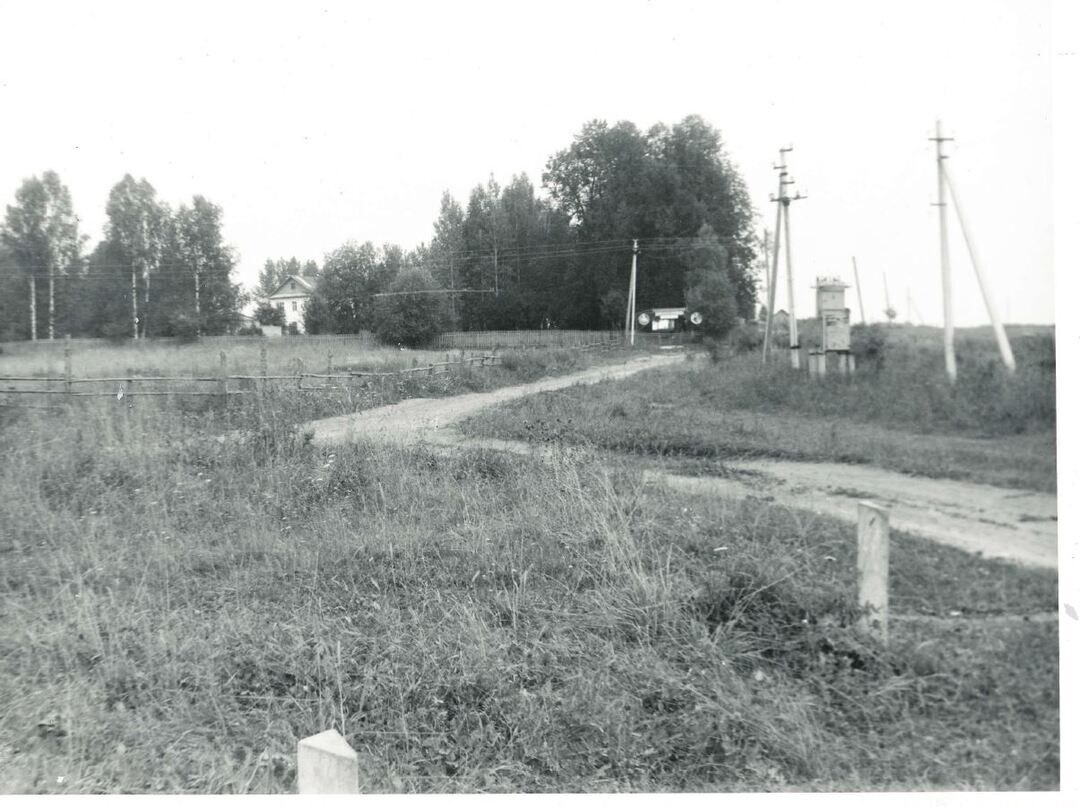

В конце XVIII века Ушаковы являются основными владельцами земель в Климовском, Лукинском и Кировском погостах Устюженского уезда (современный Пестовский район). Они владеют половиной села Климовщина, деревнями Подлипье, Еськино, Одинцово, Варахино, Паньково и частью крестьян в деревнях Барыгино и Токарёво. Усадьбы их находились в Климовщине и Горе. Село Климовщина было поделено между представителями рода Ушаковых следующим образом:
надворный советник Абрам Иванович Ушаков (новгородский прокурор) имел 5 дворов и мельницу на реке Белой; майор С. Е. Ушаков – два двора; сержант Ф. И. Ушаков – один двор. Господский дом находился во владении помещицы прапорщицы Аграфены Петровны Ушаковой. Ей же принадлежало и большое количество земли по рекам Белой и Кирве. Усадьбой Горка в селе Гора и деревнями Варахино и Одинцово владеют Василий и Анна Ушаковы.
В начале XIX века (1814-1820 гг.) в приходе Климовской Никольской церкви появляется Аполлон Степанович Ушаков, коллежский советник, за которым во всём Устюженском уезде числится 397 душ крестьян, причём основное количество их (больше 100 человек) живёт в округе Климовщины.
Аполлон Степанович Ушаков, по всей видимости, приехал сюда из Москвы, где жил ранее, он был участником войны 1812 года. На сегодня известно, что у него было трое сыновей: старший Василий, Аполлон и младший Николай.
Василий Аполлонович Ушаков – воспитывался в Пажеском корпусе, служил в гвардейском Литовском полку, был ранен под Бородино, участвовал в зарубежных походах 1813-1814 года. В 1815 году он был посвящен в масонство ложи «Святого Иоанна Иерусалимского» в Нанси, членами которой был многие русские офицеры. В 1819 году вышел в отставку и поселился в Москве. Он был дальним родственником и приятелем Александра Грибоедова. Его литературная деятельность началась с середины 1820-х годов статьями разного содержания, иногда заимствованными из иностранной литературы. В итоге он стал известным писателем-беллетристом.
Аполлон Аполлонович Ушаков также выбрал военную карьеру. И хотя она была не такая героическая, как у старшего брата, закончил её в чине генерал-майора. Он жил в Санкт-Петербурге и женился на Эмилии Карловне фон Тролле. У них было три дочери: Эмилия, Елизавета и Мария. Супруга его скоропостижно скончалась 1 июля 1831 года в возрасте 24 лет во время эпидемии холеры и похоронена была на холерном кладбище на Выборгской стороне. Рядом с ней был положен Аполлон Аполлонович, умерший 3 февраля 1848 года. Он оставил дочерям имения в Симбирской губернии, по 100 душ каждой.
Имения Аполлона Степановича Ушакова в Устюженском уезде унаследовал его младший сын Николай Аполлонович. В 1837 году ему принадлежали в Устюженском уезде усадьбы Климовщина, Гора, Михайловское, Романьково и крестьяне в деревнях Еськино, Заколоденье, Токарёво, Подлипье, Остров, Паньково, а также в следующих населённых пунктах: Шалочь (Вершино), Шалохочь, Орёл (Зуево), Понизовье, Сысоево, Кузьминское, Исаково, Дементьево, Кормовесово, Кононово, Горбачёво, Конюхово, Гавково, Самойлово, Занино и деревня Иванова Горка Боровичского уезда.
Николая Аполлоновича Ушакова упоминали как человека интересующегося поэзией, посещающего литературные вечера в столице. Он также как и брат был членом масонской ложи. Его женой стала дворянка соседнего Боровичского уезда - Евгения Фёдоровна Татаринова, дочь майора Фёдора Александровича Татаринова. Она получила от отца в наследство усадьбу Михеево и деревни Пудово и Чупрово в приходе церкви Устрецкого Троицкого погоста (ныне в Мошенском районе Новгородской области, где и были сосредоточены имения рода Татариновых).
С начала 1830-х годов в приходе церкви Николая Чудотворца в Климовщине появляется сельцо Евгеньево, которое очевидно и было названо в честь любимой жены Николая Аполлоновича. По воспоминаниям местных крестьян в прихожей усадьбы «от полу до потолка» висел портрет какой-то женщины, перед которым каждый входящий должен был кланяться, дабы заполучить себе доброе расположение хозяина, а на тех, кто этого не делал, барин сердился. Может быть, это и был портрет Евгении Фёдоровны.
Николай Ушаков служил в чине штабс-капитана и уже в 1840-х годах ушёл в отставку. В это время он является одним из крупных землевладельцев Устюженского уезда и в 1845-47 годах его избирают на должность уездного предводителя дворянства. В 1857 году жена Ушакова - Евгения Фёдоровна приобретает у Якова Александровича Батюшкова большую часть деревни Богослово, и этот край к деревне Высоково был назван Ушаковским. В апреле 1869 года, переводя крестьян на выкуп, Евгения Федоровна просит в письме свою дочь Софью Николаевну Родичеву получить за неё выкупную ссуду в Петербурге. Евгении Фёдоровне же в то время принадлежала и мельница на реке Белой у деревни Богослово.
В 1860 году в вотчинном владении Николая Ушакова находятся усадьба, мельница, половина села Климовщина, половина села Гора и деревни Подлипье, Еськино, Опалёво, Заколоденье, Паньково и Остров. Итого – 58 дворов и 144 крестьянина мужского полу, а также 6737 десятин земли. Его крестьяне платят 20 рублей оброка с одного тягла (семьи) и отбывают 10 барщинных дней.

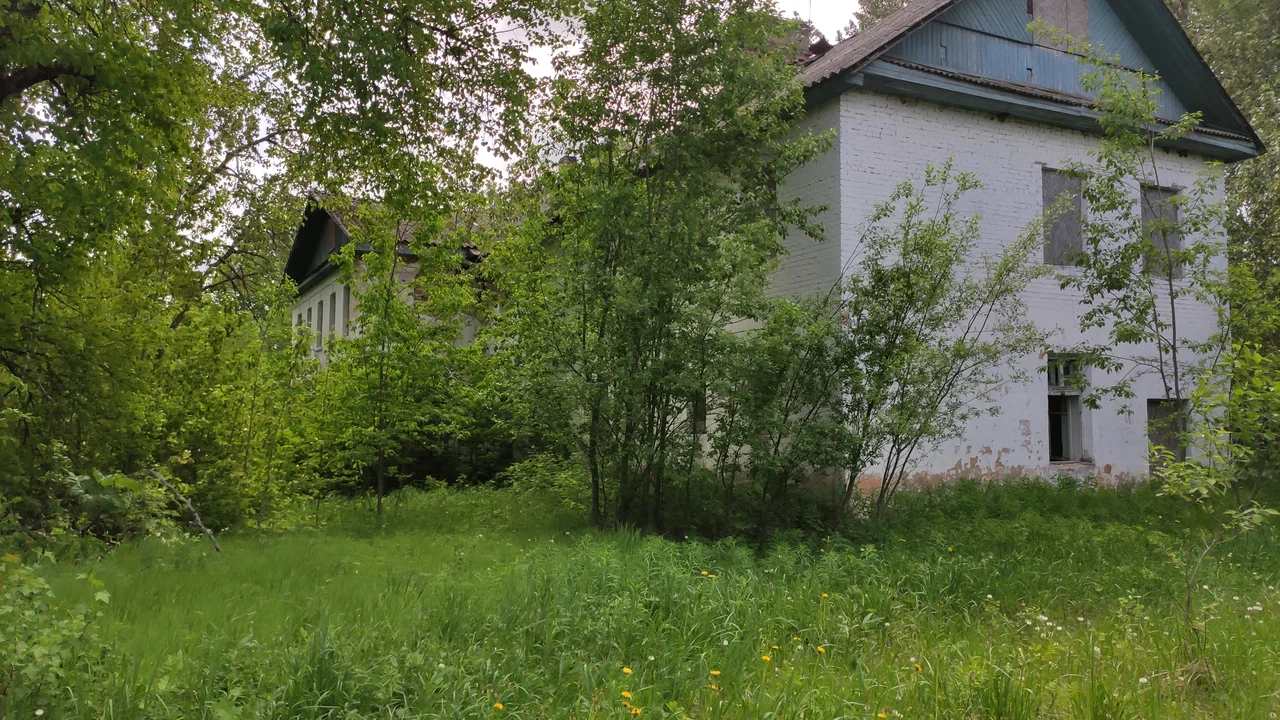
Усадьба Ушакова в Климовщине сейчас

В декабре 1862 года после смерти Николая Аполлоновича Ушакова в наследное владение деревней Климовщина при свидетелях в уездном городе Устюжна вводится его сын Николай. Он в 1864 году перевёл своих крестьян Климовского сельского общества на выкуп земли, причём выкупная сумма составила 15600 рублей, а уставные грамоты между помещиком и крестьянами подписаны мировым посредником И. А. Макшеевым.
Губернский секретарь Николай Николаевич Ушаков и сам упоминается в должности мирового посредника 3-го земского участка, в обязанности которого входило следующее:
- общественное управление крестьянами в связи с реформой 1861 года (первоначальное образование и открытие волостей и сельских обществ, утверждение волостных старшин, изменения в составе обществ и волостей и надзор за органами крестьянского самоуправления);
- установление поземельных отношений между крестьянами и помещиками (составление уставных грамот, определение надела и повинностей крестьян, отвод угодий, перенос усадеб, обмен земель, установление добровольного согласия между помещиками и крестьянами, разбор всех исков и жалоб;
Должность мирового посредника введена в 1859 году, на неё из уездных списков кандидатов назначались губернатором потомственные дворяне уезда.
С участием помещика Ушакова в 1861 году на землях трёх погостов и была образована Кирво-Климовская волость с центром в селе Сорокино.

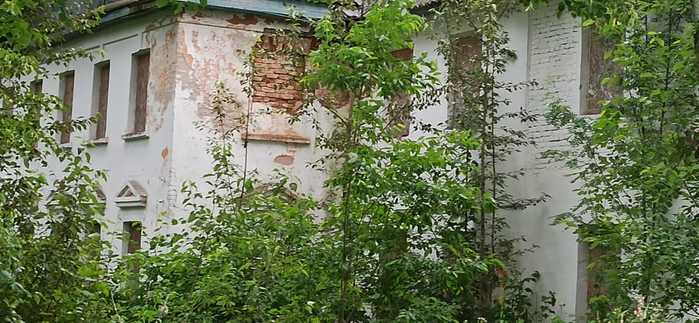
Усадьба Ушакова в Климовщине сейчас

По воспоминаниям потомков жителей деревень вокруг Климовщины, Ушаков собирал крестьян в усадьбе и давал им фамилии (например, Закатовы), а вместе с фамилией и земельный участок для обработки.
Николай Николаевич Ушаков дослужился до чина титулярного советника, проживал с семьёй в Климовщине до начала 1890-х гг., а впоследствии продал имение купцу Игумнову, после чего Ушаковы покинули родовое владение. В настоящее время ведётся исследование о дальнейшей судьбе этой дворянской семьи.
После отъезда Ушаковых владельцем усадьбы упоминается московский мещанин Фёдор Егорович Шахобалов. В сентябре 1902 года он продал усадьбу вместе с хозяйством семьям крестьян Перской волости Устюженского уезда Плетнёвым, Утёнковым, Чуракиным, Серебряковым, Шороховым, образовавшим в Климовщине товарищество. Усадебный дом Ушаковых принял в свои стены пять крестьянских семей. Это были крепкие хозяева. Они сами трудились в хозяйстве, работали много и тяжело, чтобы рассчитаться с кредитом, взятым на покупку земель и усадебного дома в крестьянском банке. К 1917 году их долг ещё не был уплачен. В конце 20-х годов крестьянские семьи товарищества были лишены собственности и пережили жесткие репрессии. Дом стал собственностью государства.
После революции в усадьбе располагался детский дом, а значительно позднее в ней был организован пионерский лагерь.

## Люди, связанные с Климовщиной
- Скворцов, Владимир Степанович — уроженец деревни (25 марта 1954 года), поэт, член Союза писателей[6], главный редактор и издатель журнала «Невский альманах»[14]

## Достопримечательности
- На левом берегу реки Кирвы находится несколько курганных групп[15]